# Oingt
Oingt ist eine Commune déléguée in der französischen Gemeinde Val d’Oingt mit 676 Einwohnern (Stand: 1. Januar 2022) im Département Rhône in der Region Auvergne-Rhône-Alpes.
Mit Wirkung vom 1. Januar 2017 wurden die ehemaligen Gemeinden Le Bois-d’Oingt, Oingt und Saint-Laurent-d’Oingt zur Commune nouvelle Val d’Oingt zusammengelegt. Sie hat seither den Status einer Commune déléguée. Sie war Teil des Arrondissements Villefranche-sur-Saône und des Kantons Le Bois-d’Oingt.

## Geographie
Oingt liegt rund 30 Kilometer nordwestlich von Lyon im Weinbaugebiet Beaujolais. Nachbarorte sind:
- Ville-sur-Jarnioux im Nordosten,
- Theizé im Osten,
- Moiré im Südosten,
- Le Bois-d’Oingt im Süden sowie
- Saint-Laurent-d’Oingt im Westen.

Das Gebiet wird vom Bach Ruisseau de Nizy nach Süden entwässert, wo er den Azergues, einen Nebenfluss der Saône erreicht.

## Geschichte
Bis 1789 gehörte Oingt zur historischen Provinz Lyonnais.

### Bevölkerungsentwicklung
| Jahr      | 1968 | 1975 | 1982 | 1990 | 1999 | 2006 |
| Einwohner | 253  | 276  | 363  | 445  | 523  | 570  |

## Sehenswürdigkeiten
Oingt gehört zu den schönsten Dörfern Frankreichs, nicht zuletzt wegen des Tour d’Oingt, einem Wehrturm aus dem 15. Jahrhundert, anerkannt als Monument historique.

## Partnerschaften
- Castel di Tora, Italien
- Presberg, Stadtteil von Rüdesheim am Rhein, Deutschland

## Personen
- Marguerita d’Oingt, Ordensfrau und frankoprovenzalische Schriftstellerin